# Burg Grottenstein

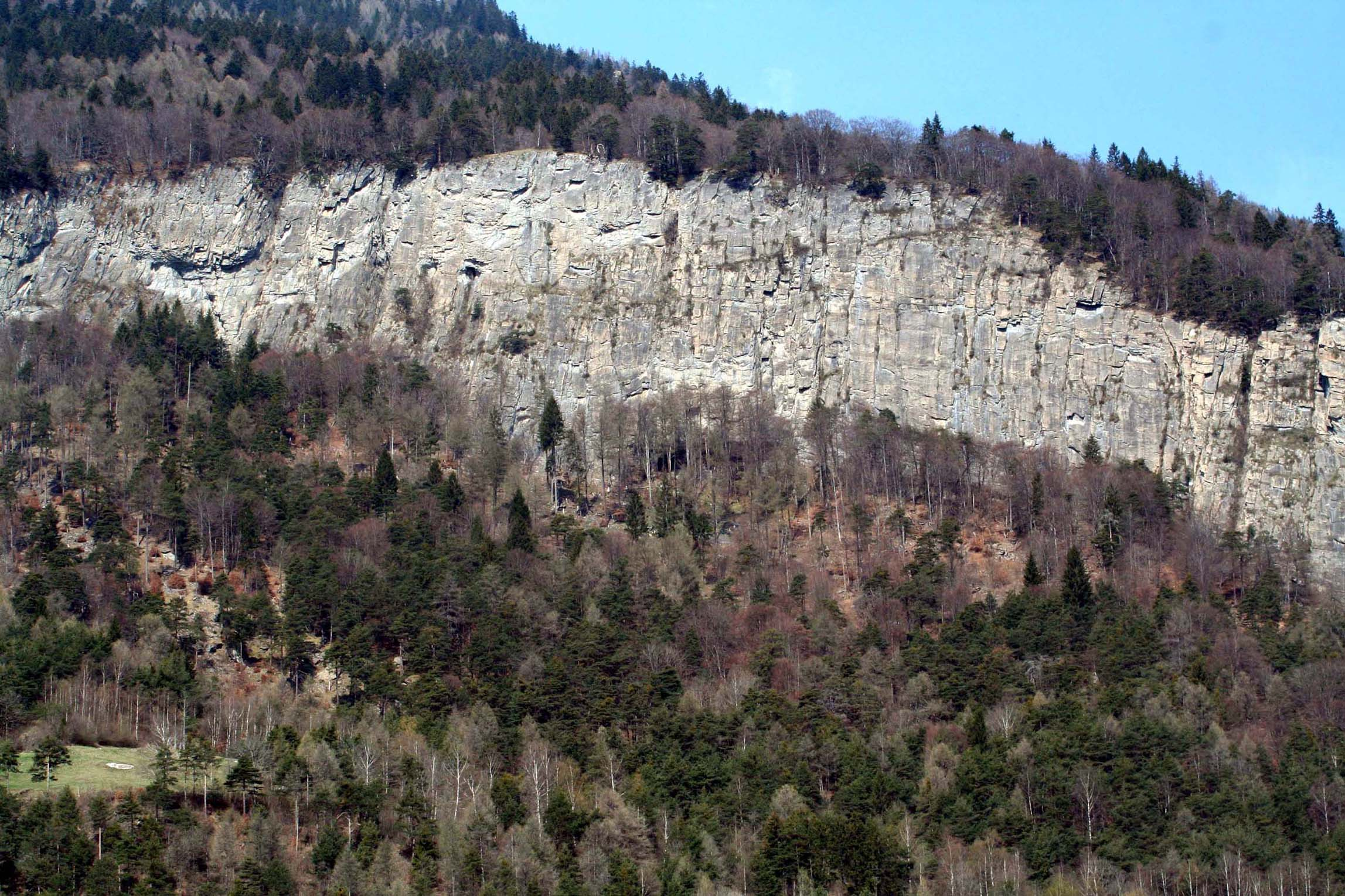
In der Bildmitte am Fuss der Felswand die Lage Grottensteins

Die Burg Grottenstein ist die Ruine einer Höhlenburg in der Gemeinde Chur im schweizerischen Kanton Graubünden.

## Lage
Die Ruine liegt im Süden der Gemeinde in einer geräumigen Balme (Felsvorsprung) am Fuss der Felswand des Calanda. Sie ist neben der Burg Lichtenstein und der Burg Haldenstein eine der drei Burgen der Gemeinde. Sie ist vom Dorf aus über eine schmale Fahrstrasse (Fahrverbot) und einen Bergweg problemlos in einer guten halben Stunde erreichbar.

## Name
Der Name der Burg erscheint erstmals bei den Chronisten Fortunat Sprecher (1617) und Nicolin Sererhard (1742) als Crottenstein bzw. Krottenstein. Der abschätzige Name dürfte sich auf die Kröten, schweizerdeutsch Chrotte oder Khrotta (Bündnerdeutsch) beziehen, die unter dem Felsvorsprung Unterschlupf fanden.
Ein mittelalterlicher Zusammenhang mit dem Wort Grotte ist nicht möglich, weil das Wort erst später, gegen das Ende des 15. Jahrhunderts, aus dem italienischen Wort grotta ins Deutsche und später ins Rätoromanische übernommen wurde.

## Anlage
Die 1,7 Meter dicke Frontmauer aus Bruchsteinen ist noch auf einer Länge von 22 Metern erhalten. Auf der einen Seite war die Mauer direkt an den Fels angebaut, auf der andern Seite ist ein Mauerwinkel anzunehmen. In 5 Metern Höhe lag ein Hocheingang, ein Balkenkanal ist noch erhalten. Die Höhlenrückwand ist nicht bearbeitet. Innerhalb der Grotte liegt eine Quelle.

## Geschichte
Grottenstein wird 1672 erstmals urkundlich erwähnt. Vermutlich gehörte sie aufgrund ihrer Lage zu den frühen Besitztümern der Herren von Lichtenstein, die 1180 erstmals erwähnt werden. Die Frage der zeitlichen Abfolge des Burgenbaus kann jedoch ohne archäologische Grabungen nicht beantwortet werden. Die beiden Zweige der Familien Lichtenstein und Haldenstein waren auf den nahe gelegenen Burgen Lichtenstein und Haldenstein ansässig. Die Ritter von Lichtenstein starben um 1275 aus, die mit ihnen eng verwandten Haldensteiner 1381. Denkbar ist, dass Grottenstein nur als Fluchtburg in kriegerischen Zeiten diente.

## Galerie

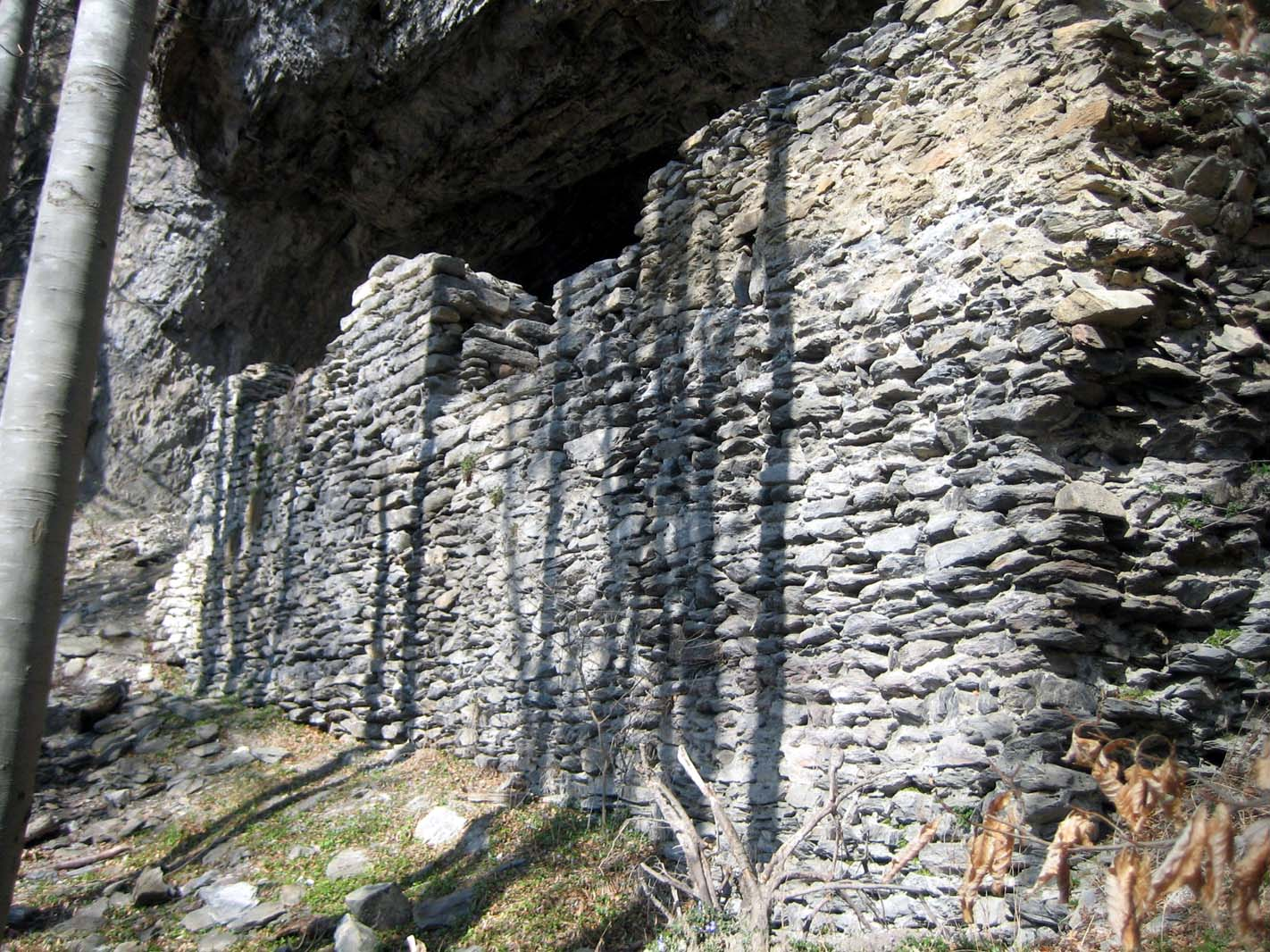
Mauer, Richtung SW
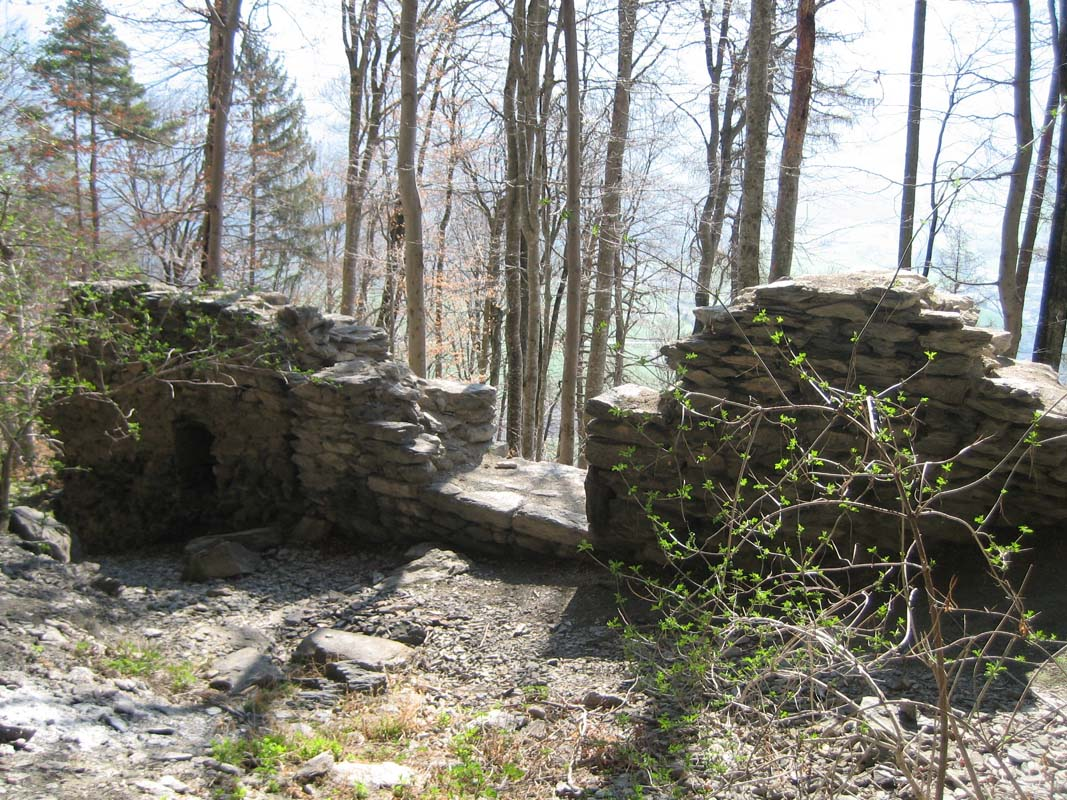
innen, Reste des Hocheingangs
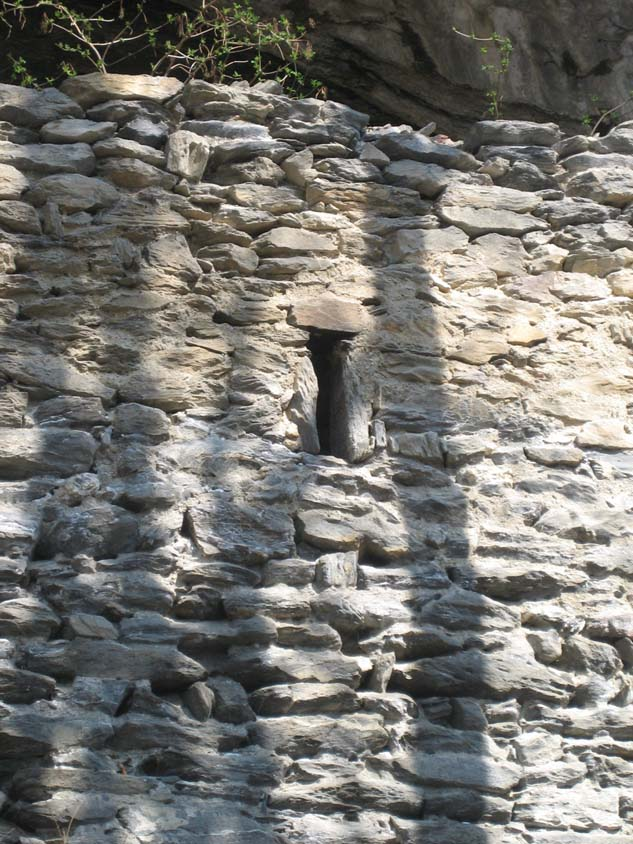
Schmalscharte
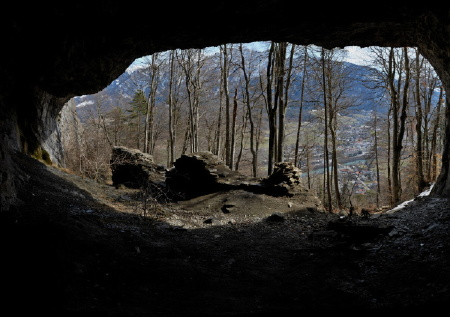
Blick nach draussen